# Beatriz Fernández
Beatriz Fernández Ibáñez (* 19. März 1985 in Santander) ist eine ehemalige spanische Handballspielerin.

## Karriere
Fernández begann das Handballspielen, als sie etwa zwölf Jahre alt war. Später spielte die Außenspielerin bei den spanischen Erstligisten Vícar Goya, Parc Sagunt, CB Mar Alicante und Bera Bera. Im Sommer 2012 wechselte die Rechtshänderin zum französischen Erstligisten Fleury Loiret Handball. Mit Fleury Loiret Handball gewann sie 2014 den französischen Pokal und 2015 die französische Meisterschaft. Ab dem Jahresbeginn 2016 lief sie wieder für Bera Bera auf. Mit Bera Bera gewann sie 2016 die spanische Meisterschaft. Anschließend beendete sie ihre Karriere.
Fernández bestritt 177 Länderspiele für die spanische Nationalmannschaft, in denen sie 371 Treffer erzielte. Mit Spanien zog sie bei der Europameisterschaft 2008 ins Finale ein, das Norwegen souverän mit 34:21 gewann. Ein Jahr später gehörte sie dem spanischen Aufgebot bei der Weltmeisterschaft in der Volksrepublik China an. Im Sommer 2012 nahm Fernández an den Olympischen Spielen in London teil, wo sie die Bronzemedaille gewann. 2014 gewann sie bei der Europameisterschaft die Silbermedaille.

## Privates
Beatriz Fernández hat mit ihrer Partnerin eine gemeinsame Tochter.